# Mmm...Gumbo?
Mmm...Gumbo? is het tweede album van de Nederlandse band Room Eleven.
Het album, dat op 12 maart 2008 is uitgekomen, is in New York opgenomen met de co-producenten Dayna Kurtz en Randy Krafton. Dayna zingt zelf mee in het nummer "Not Jealous". De hoes toont zangeres Janne Schra in een felrode jaren 50-jurk. De muziek is een mix van jazz, pop, folk en funk met een fleempje nostalgie. De naam Gumbo is de naam van een gerecht, lijkend op erwtensoep, dat de band tijdens de opnamen werd voorgeschoteld.

## Tracklist
| Nr. | Titel                | Duur |
| --- | -------------------- | ---- |
| 1.  | Hey hey hey!         | 3:28 |
| 2.  | What will it be?     | 3:59 |
| 3.  | Lalala love          | 3:19 |
| 4.  | Looking at my feet   | 4:15 |
| 5.  | Swimmer              | 3:11 |
| 6.  | Ode                  | 4:10 |
| 7.  | Lovely morning       | 3:52 |
| 8.  | Seeds                | 1:51 |
| 9.  | Not jealous          | 2:57 |
| 10. | Shyness              | 3:54 |
| 11. | Always               | 3:09 |
| 12. | Rainy day in the sun | 4:00 |
| 13. | A little of me       | 1:48 |

Er is een uitgave verschenen met bonus-cd:
| Nr. | Titel            | Duur |
| --- | ---------------- | ---- |
| 1.  | Forgot the name  | 3:39 |
| 2.  | Business card    | 2:10 |
| 3.  | Stronger         | 4:13 |
| 4.  | Note on the door | 4:53 |

## Hitnotering
| "Mmm...Gumbo?" in de Album Top 100 - binnen: 22 maart 2008 | "Mmm...Gumbo?" in de Album Top 100 - binnen: 22 maart 2008 | "Mmm...Gumbo?" in de Album Top 100 - binnen: 22 maart 2008 | "Mmm...Gumbo?" in de Album Top 100 - binnen: 22 maart 2008 | "Mmm...Gumbo?" in de Album Top 100 - binnen: 22 maart 2008 | "Mmm...Gumbo?" in de Album Top 100 - binnen: 22 maart 2008 | "Mmm...Gumbo?" in de Album Top 100 - binnen: 22 maart 2008 | "Mmm...Gumbo?" in de Album Top 100 - binnen: 22 maart 2008 | "Mmm...Gumbo?" in de Album Top 100 - binnen: 22 maart 2008 | "Mmm...Gumbo?" in de Album Top 100 - binnen: 22 maart 2008 | "Mmm...Gumbo?" in de Album Top 100 - binnen: 22 maart 2008 | "Mmm...Gumbo?" in de Album Top 100 - binnen: 22 maart 2008 | "Mmm...Gumbo?" in de Album Top 100 - binnen: 22 maart 2008 | "Mmm...Gumbo?" in de Album Top 100 - binnen: 22 maart 2008 | "Mmm...Gumbo?" in de Album Top 100 - binnen: 22 maart 2008 | "Mmm...Gumbo?" in de Album Top 100 - binnen: 22 maart 2008 | "Mmm...Gumbo?" in de Album Top 100 - binnen: 22 maart 2008 | "Mmm...Gumbo?" in de Album Top 100 - binnen: 22 maart 2008 | "Mmm...Gumbo?" in de Album Top 100 - binnen: 22 maart 2008 | "Mmm...Gumbo?" in de Album Top 100 - binnen: 22 maart 2008 | "Mmm...Gumbo?" in de Album Top 100 - binnen: 22 maart 2008 | "Mmm...Gumbo?" in de Album Top 100 - binnen: 22 maart 2008 | "Mmm...Gumbo?" in de Album Top 100 - binnen: 22 maart 2008 | "Mmm...Gumbo?" in de Album Top 100 - binnen: 22 maart 2008 | "Mmm...Gumbo?" in de Album Top 100 - binnen: 22 maart 2008 | "Mmm...Gumbo?" in de Album Top 100 - binnen: 22 maart 2008 | "Mmm...Gumbo?" in de Album Top 100 - binnen: 22 maart 2008 | "Mmm...Gumbo?" in de Album Top 100 - binnen: 22 maart 2008 | "Mmm...Gumbo?" in de Album Top 100 - binnen: 22 maart 2008 | "Mmm...Gumbo?" in de Album Top 100 - binnen: 22 maart 2008 | "Mmm...Gumbo?" in de Album Top 100 - binnen: 22 maart 2008 |
| Week                                                       | 01                                                         | 02                                                         | 03                                                         | 04                                                         | 05                                                         | 06                                                         | 07                                                         | 08                                                         | 09                                                         | 10                                                         | 11                                                         | 12                                                         | 13                                                         | 14                                                         | 15                                                         | 16                                                         | 17                                                         | 18                                                         | 19                                                         | 20                                                         | 21                                                         | 22                                                         | 23                                                         | 24                                                         | 25                                                         | 26                                                         | 27                                                         | 28                                                         | 29                                                         | 30                                                         |
| ---------------------------------------------------------- | ---------------------------------------------------------- | ---------------------------------------------------------- | ---------------------------------------------------------- | ---------------------------------------------------------- | ---------------------------------------------------------- | ---------------------------------------------------------- | ---------------------------------------------------------- | ---------------------------------------------------------- | ---------------------------------------------------------- | ---------------------------------------------------------- | ---------------------------------------------------------- | ---------------------------------------------------------- | ---------------------------------------------------------- | ---------------------------------------------------------- | ---------------------------------------------------------- | ---------------------------------------------------------- | ---------------------------------------------------------- | ---------------------------------------------------------- | ---------------------------------------------------------- | ---------------------------------------------------------- | ---------------------------------------------------------- | ---------------------------------------------------------- | ---------------------------------------------------------- | ---------------------------------------------------------- | ---------------------------------------------------------- | ---------------------------------------------------------- | ---------------------------------------------------------- | ---------------------------------------------------------- | ---------------------------------------------------------- | ---------------------------------------------------------- |
| Nummer                                                     | 3                                                          | 4                                                          | 5                                                          | 8                                                          | 10                                                         | 11                                                         | 18                                                         | 15                                                         | 16                                                         | 16                                                         | 15                                                         | 22                                                         | 22                                                         | 20                                                         | 18                                                         | 27                                                         | 25                                                         | 21                                                         | 25                                                         | 23                                                         | 29                                                         | 32                                                         | 28                                                         | 37                                                         | 39                                                         | 39                                                         | 36                                                         | 49                                                         | 54                                                         | 63                                                         |
| Week                                                       | 31                                                         | 32                                                         |                                                            | 33                                                         | 34                                                         | 35                                                         |                                                            | 36                                                         | 37                                                         |                                                            | 38                                                         | 39                                                         | 40                                                         | 41                                                         | 42                                                         | 43                                                         | 44                                                         |                                                            | 45                                                         | 46                                                         | 47                                                         |                                                            | 48                                                         | 49                                                         | 50                                                         |                                                            | 51                                                         | 52                                                         |                                                            |                                                            |
| Nummer                                                     | 75                                                         | 85                                                         | uit                                                        | 72                                                         | 79                                                         | 84                                                         | uit                                                        | 80                                                         | 83                                                         | uit                                                        | 50                                                         | 50                                                         | 51                                                         | 35                                                         | 36                                                         | 55                                                         | 63                                                         | uit                                                        | 79                                                         | 86                                                         | 86                                                         | uit                                                        | 89                                                         | 99                                                         | 93                                                         | uit                                                        | 97                                                         | 99                                                         | uit                                                        |                                                            |